# Watermaker

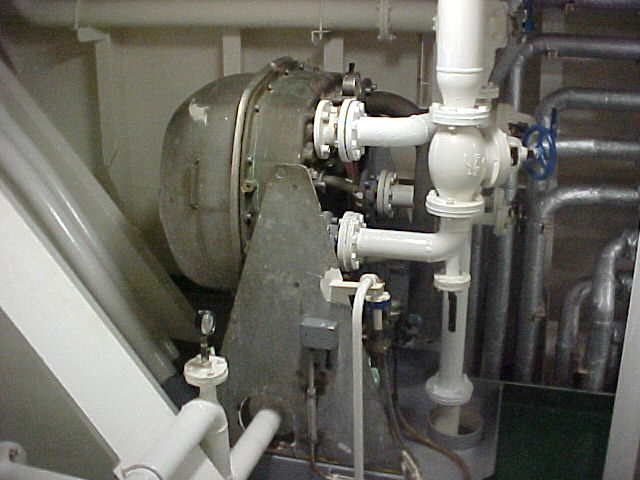
Watermaker (of verdamper) aan boord van het koelschip Klipper Stream.

Een watermaker is een werktuig aan boord van zeeschepen en platformen bedoeld om zoet water te produceren uit zeewater. De productie kan variëren van enkele tonnen per dag voor kustvaarders tot honderden tonnen bij cruiseschepen.
Er zijn twee typen watermakers; de vacuümwatermakers gebaseerd op het destillatieprincipe en de omgekeerde-osmosewatermaker.

## Vacuümdestillatie
De vacuümwatermaker, ook wel verdamper genoemd, maakt gebruik van het principe van vacuümdestillatie. Een verdamper is opgedeeld in twee kamers die boven elkaar geplaatst zijn en onderling verbonden. Beide kamers worden vacuüm gezogen. Deze kamers zijn:
- onderste kamer: zeewater wordt in de onderste kamer gepompt. Dit zeewater wordt verhit, waardoor het zal verdampen. De damp wordt in de bovenste kamer gekoeld, zodat hij zal condenseren tot zoet water. Het overgebleven zeer zoute zeewater heet brijn en wordt weer afgezogen. Doorgaans wordt het zeewater verhit met koelwater afkomstig van de hoofdmotoren van het schip. Dit heeft als bijkomend voordeel dat deze warmte gebruikt kan worden in plaats van verloren te gaan in de koelers. Het cilinderkoelwater dat hiervoor gebruikt wordt heeft een temperatuur van ongeveer 80°C. Dit is tevens de reden dat de watermaker vacuüm gezogen wordt. Bij atmosferische druk verdampt water immers pas bij 100°C, maar zo heet mag het koelwater van een gemiddelde hoofdmotor niet worden;
- bovenste kamer: in de bovenste kamer wordt het water gecondenseerd zodat dit afgevoerd kan worden naar een tank. Voor het condenseren van dit water is een koeler geplaatst waardoor zeewater geleid wordt;

Bewerking: het water dat met dit type watermaker geproduceerd wordt is gedestilleerd. Het is zeer geschikt voor gebruik in bijvoorbeeld stoomketels. Maar voor menselijke consumptie moeten er nog mineralen aan toegevoegd worden. Tevens wordt dit water vaak gedesinfecteerd door er chloor aan toe te voegen of door het door een uv-filter te leiden.

## Omgekeerde osmose

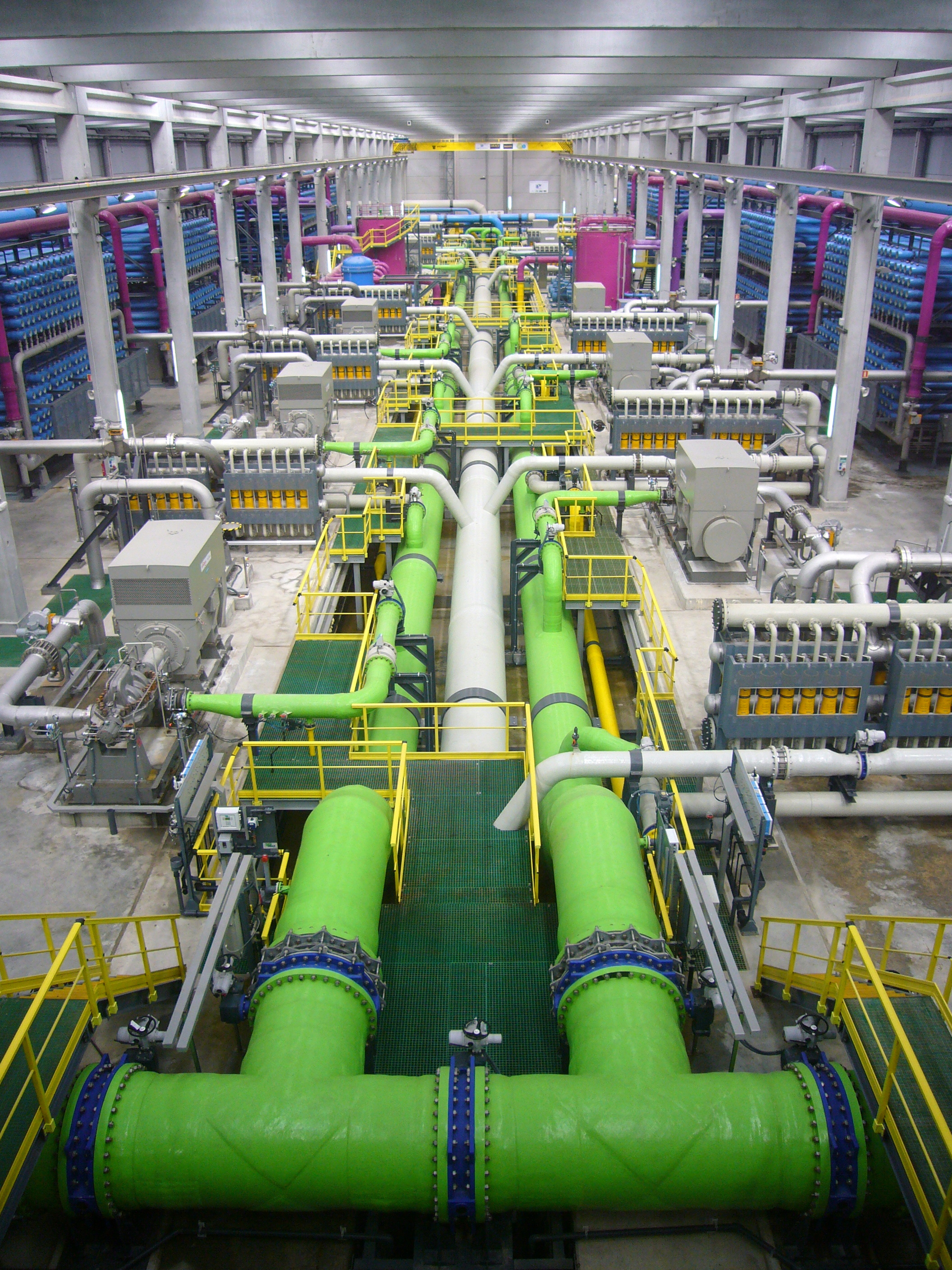
Een omgekeerde-osmose-installatie in Barcelona, Spanje.

Bij omgekeerde osmose zijn een sterke en een zwakke zoutoplossing gescheiden door een semipermeabele wand. De sterke oplossing trekt het water door de wand heen en wekt daarbij osmotische druk op. Watermakers die werken op het principe van omgekeerde osmose onttrekken zout uit het zeewater door de druk boven de osmotische druk te brengen. 
Daardoor stroomt het water terug door de wand, terwijl het zout achterblijft. De resterende zoutoplossing wordt daardoor zouter, waardoor de osmotische druk stijgt. Om te voorkomen dat de benodigde druk steeds hoger wordt, wordt dit gespuid en vervangen door nieuw zoutwater. In vergelijking met een verdamper is de benodigde energie om zuiver water via omgekeerde osmose te bereiden uit zeewater bijzonder laag.